# Usine Renault Trucks de Blainville
L'usine Renault Trucks de Blainville sur Orne (Calvados), située entre Caen et la Manche, connue en interne sous la dénomination Paul Durlach, est un site destiné à l'assemblage de poids lourds.

## Des navires aux camions
Elle est construite sur l'emplacement des anciens chantiers navals de Blainville (CNF) fermés en 1954 et rachetés par la Saviem peu après sa création, en 1956.
En 2014, une ligne de montage de l'usine Volvo de Gand est rapatriée en Normandie,. L'établissement caennais n'en demeure pas moins soumis, comme ses concurrents, aux aléas de la conjoncture.
Le site a fêté ses 60 ans à la rentrée 2016.

## Vers le 100% électrique
Fin janvier 2018, la firme a annoncé la commercialisation d’une gamme de véhicules électriques en 2019. Ces camions 100% électriques, destinés à opérer en milieu urbain et péri-urbain, sont fabriqués en série à l’usine Renault Trucks de Blainville-sur-Orne depuis mars 2020. Le tout premier camion de 16 tonnes sorti de l'usine blainvillaise a été livré début juillet 2020 au groupe Delanchy, spécialiste du transport frigorifique, qui utilisait depuis 2017 un prototype de 13 tonnes dont il a pu tester et valider la technologie. 

## Production en chiffres
L'usine blainvillaise produit des cabines de la gamme Distribution (13 000 en 2014, avec des pics à plus de 420 exemplaires/jour), c'est-à-dire livraison moyenne distance, tant sous les marques Renault que Volvo, mais également Daf. Elle en assure le montage complet, à savoir essentiellement la partie tôlerie-emboutissage, peinture et garnissage intérieur, faisceau électrique inclus. Il existe aussi une activité de pièces détachées (CKD), pour les usines et clients extérieurs.
En 2020, la production journalière est de 240 cabines et de 72 camions de distribution. L'unité dédiée à l'assemblage des camions électriques se situe dans le bâtiment Z.E., d'une superficie de 1 800 m2, qui inclut une zone sous température contrôlée pour le stockage des batteries. Cinquante heures de travail sont nécessaires à la fabrication de ces camions : les Renault Trucks D et D Wilde Z.E.. La firme estime que les véhicules électriques représenteront 10 % de ses volumes de vente à l'horizon 2025. Fin janvier 2025, Renault Trucks fête la production symbolique de son 2 000e camion électrique à l'usine de Blainville.

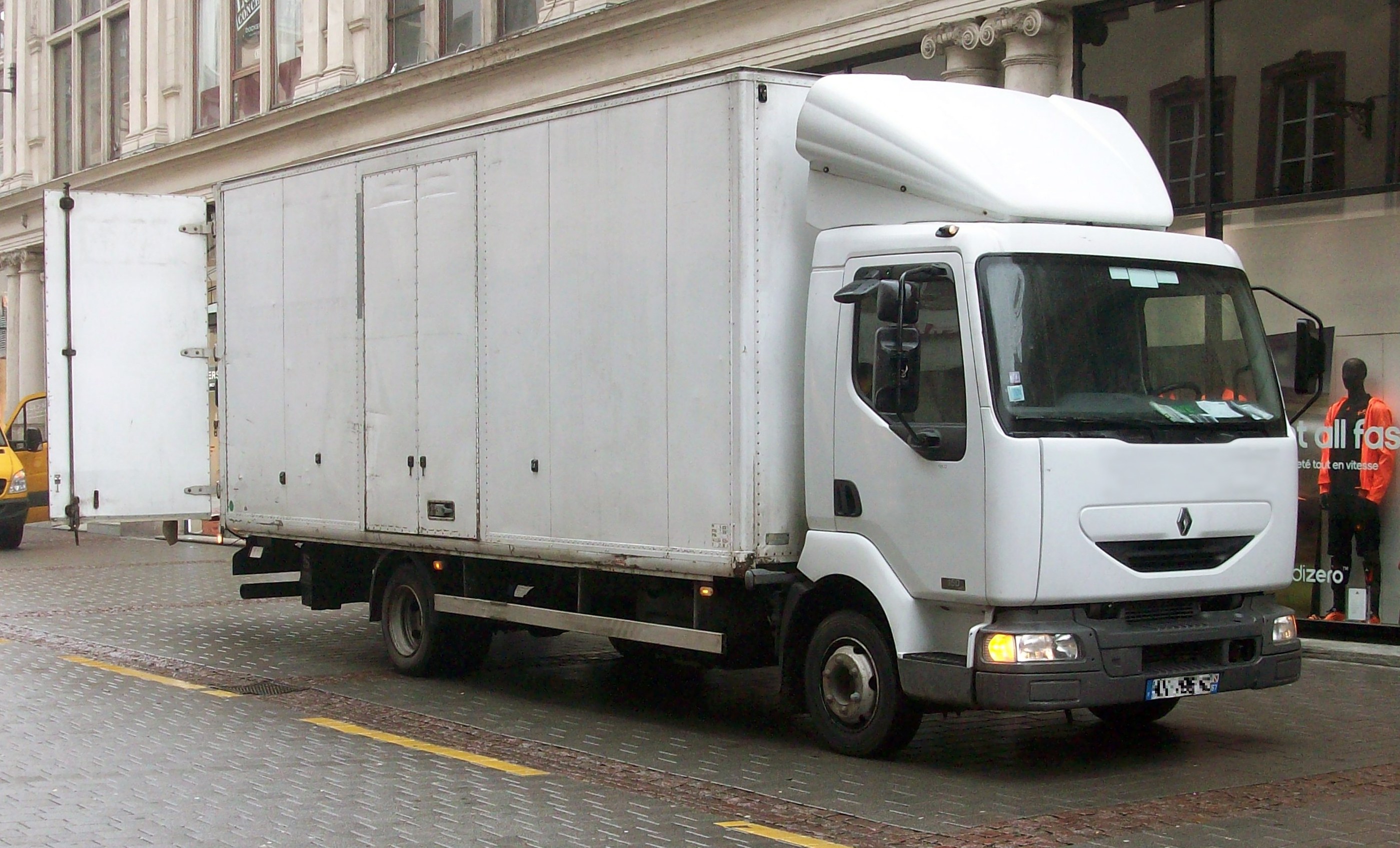
Renault Midlum en livraison.
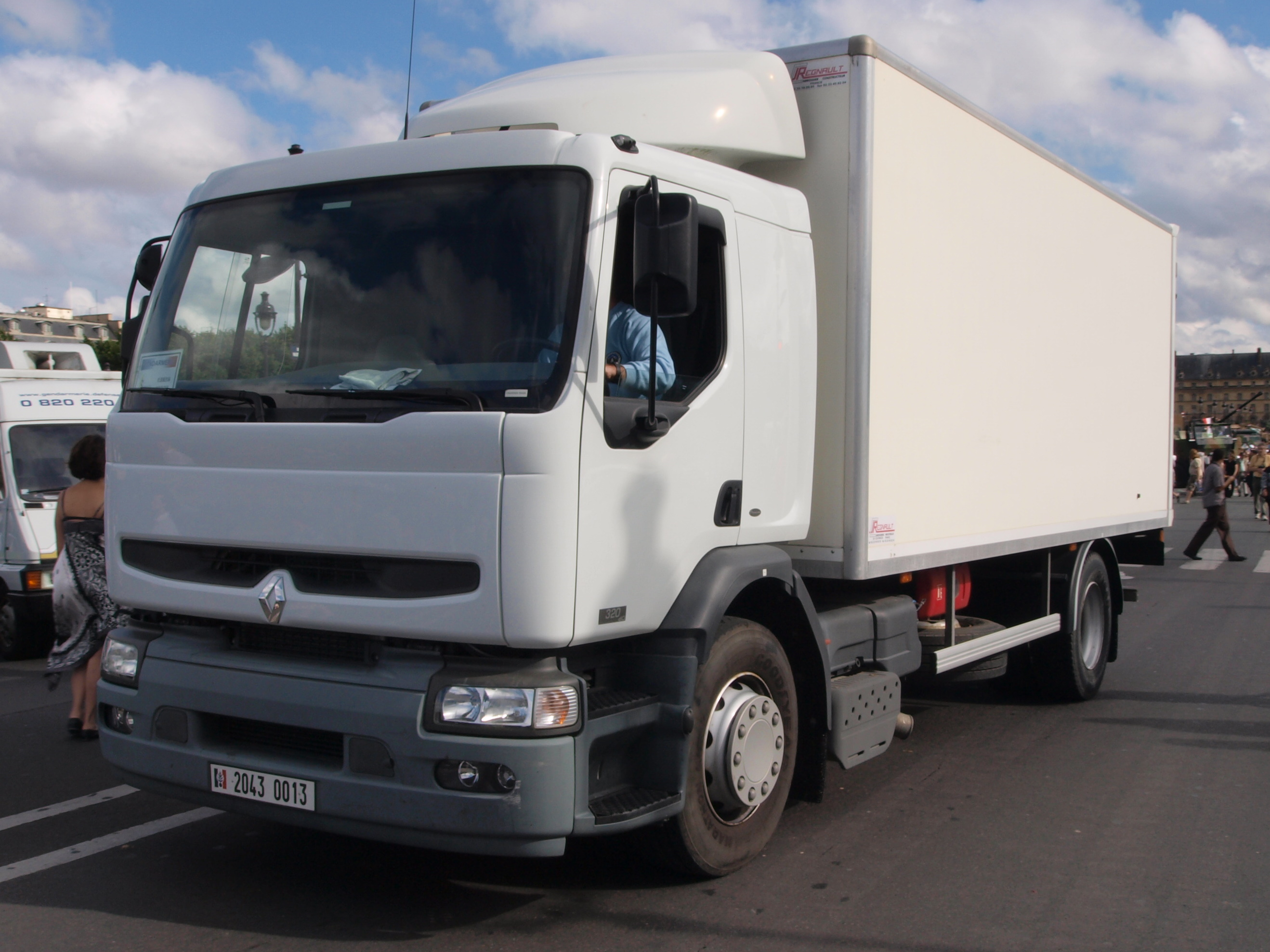
Renault Premium Distribution
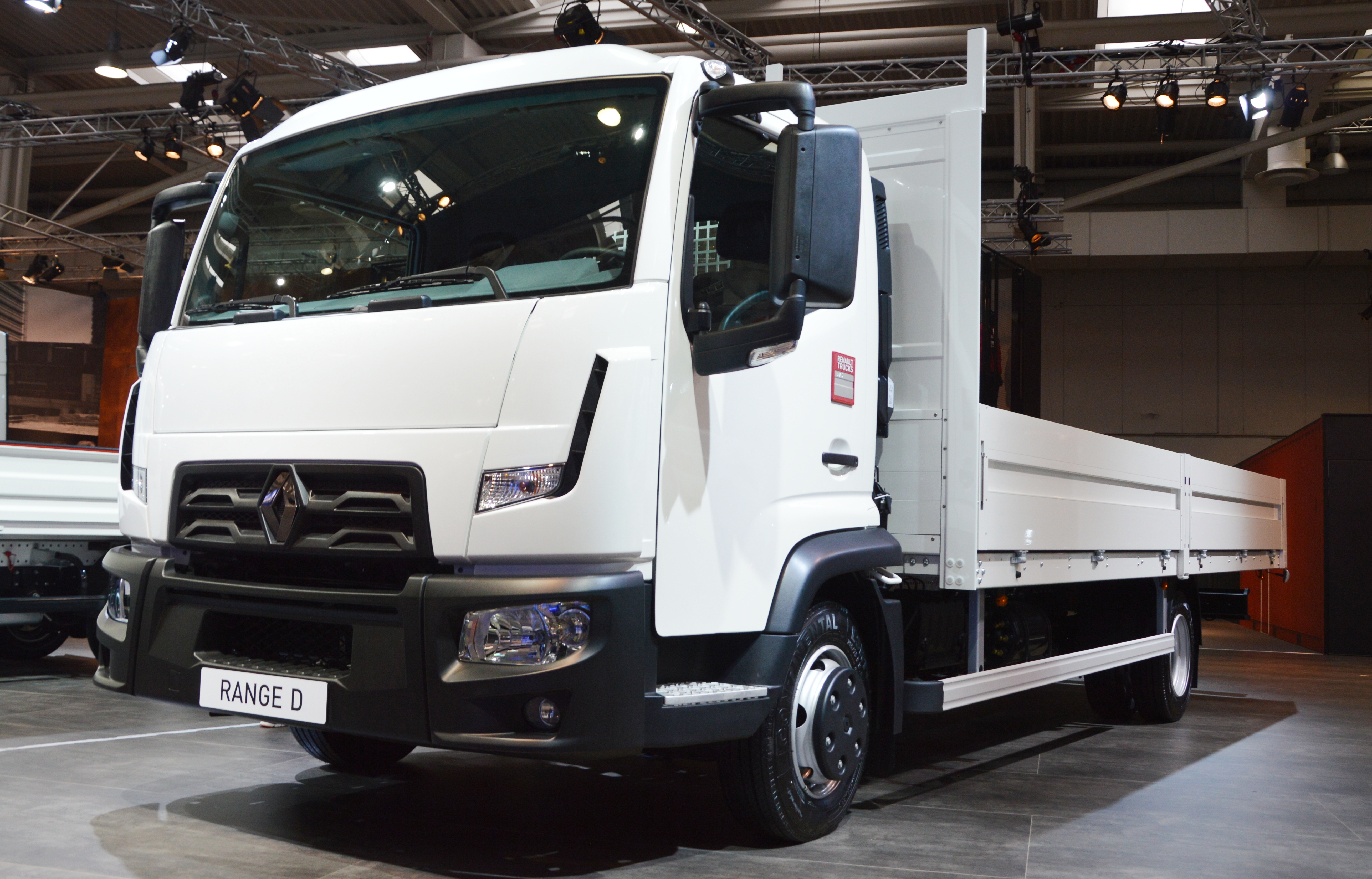
Renault Gamme D
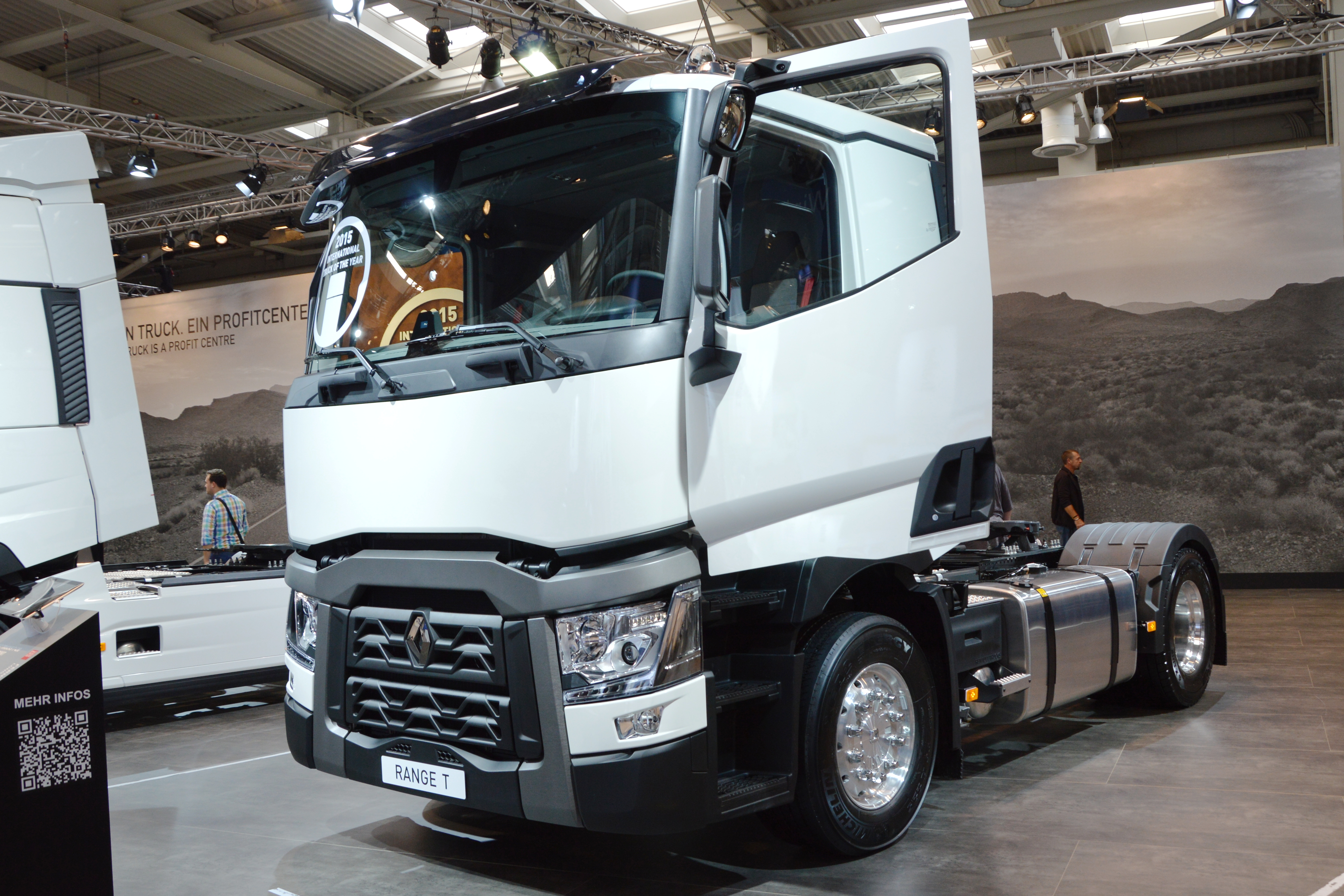
Renault Gamme T (2014)
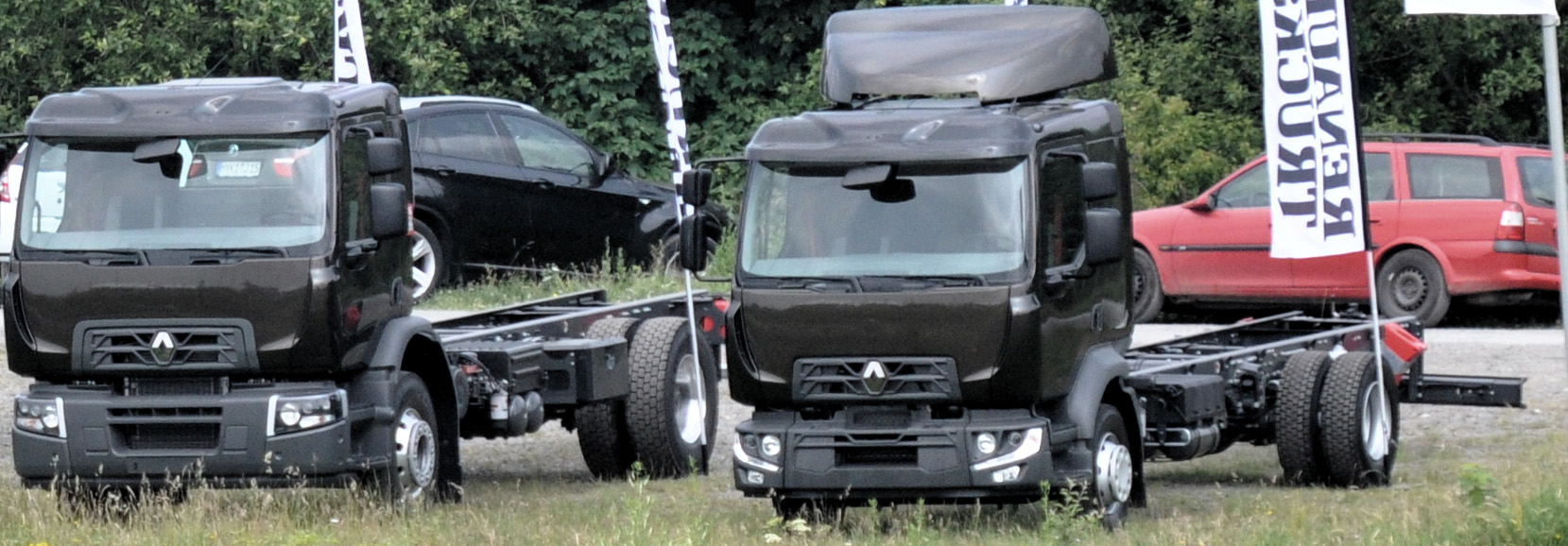
Renault Truks D et D Wilde